# Robert Pizani
Robert Pizani (26 de abril de 1896 – 17 de junio de 1965) fue un actor teatral y cinematográfico de nacionalidad francesa.

## Biografía
Su nombre completo era Robert André Louis Pizani, y nació en París, Francia. Durante largo tiempo miembro de la compañía del Teatro del Odéon, Robert Pizani tuvo un repertorio clásico. También era cantante y bailarín, y en 1934 obtuvo un gran éxito con la opereta Le Passage des princes, cuyo tema era la vida de la cantante Hortense Schneider, y en la cual él encarnaba a Jacques Offenbach. Pizani ya había interpretado al personaje en una revista de Sacha Guitry, Revue de Printemps. 
Como actor cinematográfico, trabajó a partir de 1924 en unos 90 filmes (cortos y largometrajes) haciendo su última actuación para la gran pantalla en 1961 en la cinta Le Capitaine Fracasse de Pierre Gaspard-Huit.
Robert Pizani falleció en París, Francia, en el año 1965.

## Teatro
- 1947 : Et vive la liberté, de Jean de Létraz, escenografía del autor, Théâtre des Variétés
- 1954 : Namouna, de Jacques Deval, escenografía del autor, Théâtre de Paris
- 1955 : Les Trois messieurs de Bois-Guillaume, de Louis Verneuil, escenografía de Christian-Gérard, Théâtre des Variétés
- 1957 : Ne quittez pas..., de Marc-Gilbert Sauvajon y Guy Bolton, escenografía de Marc-Gilbert Sauvajon, Théâtre des Nouveautés

## Filmografía
- 1924 : Un gentleman neurasthénique, de Henri Brasier y Émile Poncet
- 1926 : La Grande Amie, de Max de Rieux
- 1929 : J'ai l'noir ou le Suicide de Dranem, de Max de Rieux
- 1931 : Azaïs, de René Hervil
- 1931 : Une nuit au paradis, de Karel Lamač y Pierre Billon
- 1931 : La Chauve-Souris, de Karel Lamač y Pierre Billon
- 1931 : Ma tante d'Honfleur, de André Gillois
- 1931 : Le Petit Écart, de Reinhold Schünzel y Henri Chomette
- 1932 : Les Amours de Pergolèse, de Guido Brignone
- 1932 : Arrêtez-moi, de Charles-Félix Tavano
- 1932 : Une petite bonne sérieuse, de Richard Weisbach y Marguerite Viel
- 1932 : Le Supplice de Tantale, también director
- 1933 : T'amero sempre, de Mario Camerini
- 1933 : Paris music-hall, de Kurt Gerron
- 1933 : Miss Helyett, de Hubert Bourlon y Jean Kemm
- 1933 : L'Héritier du Bal Tabarin, de Jean Kemm
- 1933 : Une fois dans la vie, de Max de Vaucorbeil
- 1934 : L'Auberge du Petit-Dragon, de Jean de Limur
- 1934 : Le Billet de mille, de Marc Didier
- 1934 : Les Hommes de la côte, de André Pellenc
- 1934 : Un tour de cochon, de Joseph Tzipine
- 1934 : Le Malade imaginaire, de Jaquelux y Marc Merenda
- 1934 : Prince de minuit, de René Guissart
- 1935 : La Figurante, de Charles-Félix Tavano
- 1935 : Son Excellence Antonin, de Charles-Félix Tavano
- 1936 : Rigolboche, de Christian-Jaque
- 1936 : La Pocharde, de Jean Kemm y Jean-Louis Bouquet
- 1936 : La Reine des resquilleuses, de Max Glass y Marco de Gastyne
- 1936 : Les Petites Alliées, de Jean Dréville
- 1936 : La Loupiote, de Jean Kemm y Jean-Louis Bouquet
- 1936 : L'Homme du jour, de Julien Duvivier
- 1936 : Coup de vent, de Jean Dréville y Giovacchino Forzano
- 1937 : L'amour veille, de Henry Roussel
- 1937 : Les Perles de la couronne, de Sacha Guitry y Christian-Jaque
- 1938 : Hercule, de Alexander Esway y Carlo Rim
- 1938 : Monsieur Coccinelle, de Dominique Bernard-Deschamps
- 1938 : Alerte en Méditerranée, de Léo Joannon
- 1938 : Entrée des artistes, de Marc Allégret
- 1938 : Café de Paris, de Yves Mirande y Georges Lacombe
- 1938 : Remontons les Champs-Élysées, de Sacha Guitry
- 1938 : La Belle Revanche, de Paul Mesnier
- 1938 : Cocktail
- 1939 : Face au destin, de Henri Fescourt
- 1939 : Jeunes filles en détresse, de Georg Wilhelm Pabst
- 1939 : Entente cordiale, de Marcel L'Herbier
- 1939 : La Boutique aux illusions, de Jacques Séverac
- 1939 : Angélica, de Jean Choux
- 1939 : Descendons l'avenue de la Grande Armée, de Max Joly
- 1940 : Le Président Haudecœur, de Jean Dréville
- 1940 : Paradis perdu, de Abel Gance
- 1943 : Coup de tête, de René Le Hénaff
- 1943 : Béatrice devant le désir, de Jean de Marguenat
- 1944 : Les Petites du quai aux fleurs, de Marc Allégret
- 1945 : La Boîte aux rêves, de Yves Allégret y Jean Choux
- 1946 : Quartier chinois, de René Sti
- 1946 : Le silence est d'or, de René Clair
- 1947 : Mandrin, de René Jayet
- 1947 : L'Éventail, de Emil-Edwin Reinert
- 1947 : Une grande fille toute simple, de Jacques Manuel
- 1947 : Le Dolmen tragique, de Léon Mathot
- 1948 : L'Armoire volante, de Carlo Rim
- 1948 : La Femme que j'ai assassinée, de Jacques Daniel-Norman
- 1949 : Prélude à la gloire, de Georges Lacombe
- 1949 : Drame au vel'd'hiv, de Maurice Cam
- 1949 : Rome Express, de Christian Stengel
- 1949 : Tête blonde, de Maurice Cam
- 1951 : Le Plus Joli Péché du monde, de Gilles Grangier
- 1951 : Une fille sur la route, de Jean Stelli
- 1952 : La Danseuse nue, de Pierre Louis
- 1953 : Boum sur Paris, de Maurice de Canonge
- 1953 : J'y suis, j'y reste, de Maurice Labro
- 1953 : Les Révoltés de Lomanach, de Richard Pottier
- 1955 : Voici le temps des assassins, de Julien Duvivier
- 1955 : Les carottes sont cuites, de Robert Vernay
- 1956 : Le Couturier de ces dames, de Jean Boyer
- 1956 : Honoré de Marseille, de Maurice Régamey
- 1956 : C'est arrivé à Aden, de Michel Boisrond
- 1956 : Paris, Palace Hôtel, de Henri Verneuil
- 1957 : Folies-Bergère, de Henri Decoin
- 1957 : Sénéchal le magnifique, de Jean Boyer
- 1957 : Une Parisienne, de Michel Boisrond
- 1957 : Premier mai, de Luis Saslavsky
- 1958 : La violetera, de Luis César Amadori
- 1960 : Boulevard, de Julien Duvivier
- 1961 : Le Petit Garçon de l'ascenseur, de Pierre Granier-Deferre
- 1961 : Le Capitaine Fracasse, de Pierre Gaspard-Huit